# Will Gunnewegh
Wilhelmus Cornelis Johannes (Will) Gunnewegh (Schiedam, 30 oktober 1923) was een Nederlands spion.
Gunnewegh werd geboren als tweede zoon van een gemeenteambtenaar. Tijdens de Tweede Wereldoorlog werd hij in het kader van de Arbeitseinsatz naar Maagdenburg en Hamburg gestuurd. Hij ontvluchtte die laatste stad, kwam in Frankrijk bij de Maquis terecht, en werd in het Amerikaanse leger opgenomen. Op 3 november 1944 werd hij onderscheiden met de Bronzen Ster. Gunnewegh werd vervolgens bij de Stoottroepen ingedeeld en werd na een korte opleiding bij Sambeek gelegerd. Begin 1945 werd hij afgekeurd. Na korte tijd meldde hij zich aan voor het Korps Mariniers. Gunnewegh werd in Engeland en North Carolina opgeleid om tegen Japan te vechten, maar toen zijn opleiding was voltooid was de oorlog inmiddels afgelopen en werd zijn brigade naar Nederlands-Indië gestuurd.
Tijdens de Koude Oorlog voer hij in de jaren vijftig als zeeman op Siberië. Fotografie was zijn hobby. Via een broer, die brigadier was bij de gemeentepolitie van Schiedam, werd hij door de Grensveiligheidsdienst (GVD) van de Koninklijke Marechaussee benaderd voor spionagewerk in communistische havens. (De GVD gaf de gegevens onder andere door aan de Buitenlandse inlichtingendienst (BID) en fungeerde in de praktijk als uitvoerder van deze dienst.)
Gunnewegh hapte toe, en spioneerde in Archangelsk, Szczecin en andere havensteden. Van de beloofde financiële vergoedingen kwam niet veel terecht, en toen hij zijn superieuren hier op aansprak kende ineens niemand hem meer. Hij wist hen echter op te sporen en begon een strijd om schadevergoeding en eerherstel. Op 17 april 1971 publiceerde het weekblad Panorama zes pagina's over zijn zaak, en ook Het Vrije Volk en de Neue Osnabrücker Zeitung publiceerden een artikel. In 1973 werd hem een militair invaliditeitspensioen toegekend, nadat de Nederlandse overheid had erkend dat er verband bestond tussen zijn gezondheidsklachten en de spanningen die het inlichtingenwerk met zich mee hadden gebracht.
Over zijn ervaringen schreef hij het boek Spion van het Koninkrijk dat door Volkskrant-journalist Henk Uilenbroek werd geredigeerd, en dat in 1974 verscheen.
Gunnewegh is getrouwd en heeft een dochter.